# Melipona lateralis
Melipona lateralis är en biart som beskrevs av Wilhelm Ferdinand Erichson 1848. Melipona lateralis ingår i släktet Melipona och familjen långtungebin. Inga underarter finns listade i Catalogue of Life.